# Ясень (гмина)
Ясень (пол. Jasień) — гмина (волость) в Польше, входит как административная единица в Жарский повет, Любушское воеводство. Население — 7361 человек (на 2004 год).

## Сельские округа
1. Бешкув
2. Бронице
3. Будзехув
4. Голин
5. Гузув
6. Яблонец
7. Ярышув
8. Ясённа
9. Южин
10. Липск-Жарски
11. Лися-Гура
12. Мирковице
13. Розтоки
14. Свибна
15. Вицина
16. Заблоце
17. Зеленец

## Соседние гмины
1. Гмина Липинки-Лужыцке
2. Гмина Любско
3. Гмина Новогруд-Бобжаньски
4. Гмина Туплице
5. Гмина Жары